# Laphria flava
Laphria flava là một loài ruồi trong họ Asilidae. Laphria flava được Linnaeus miêu tả năm 1761.

## Hình ảnh

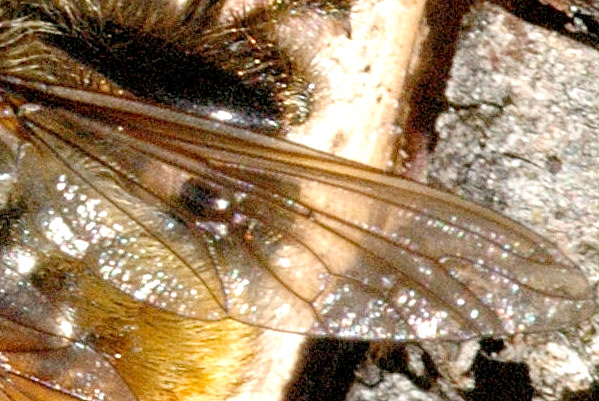
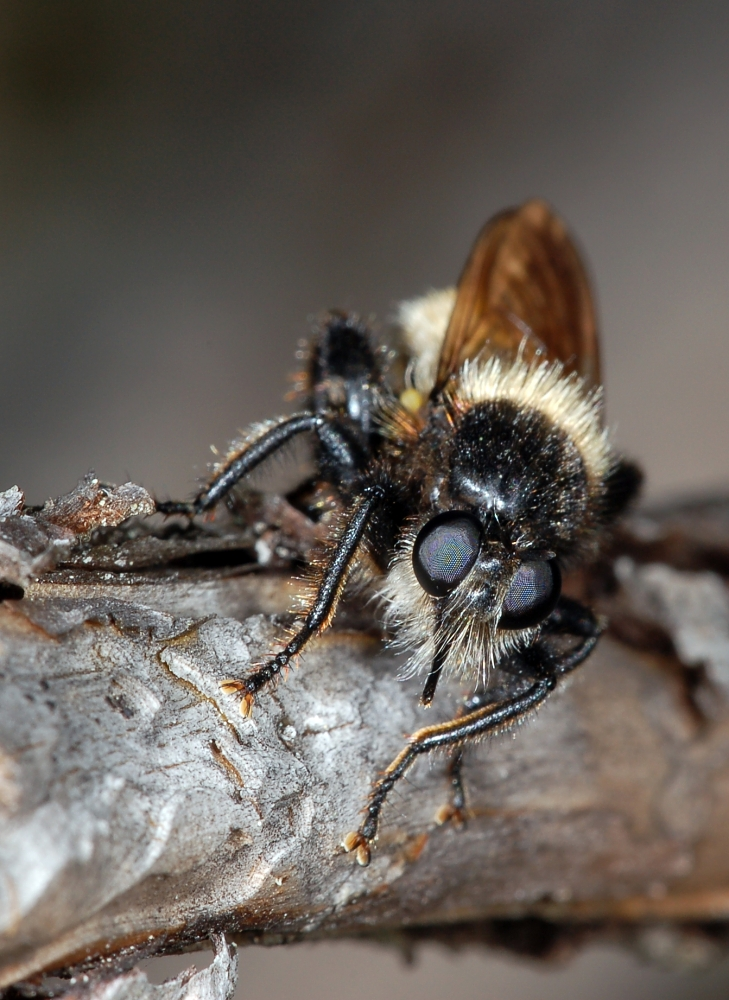
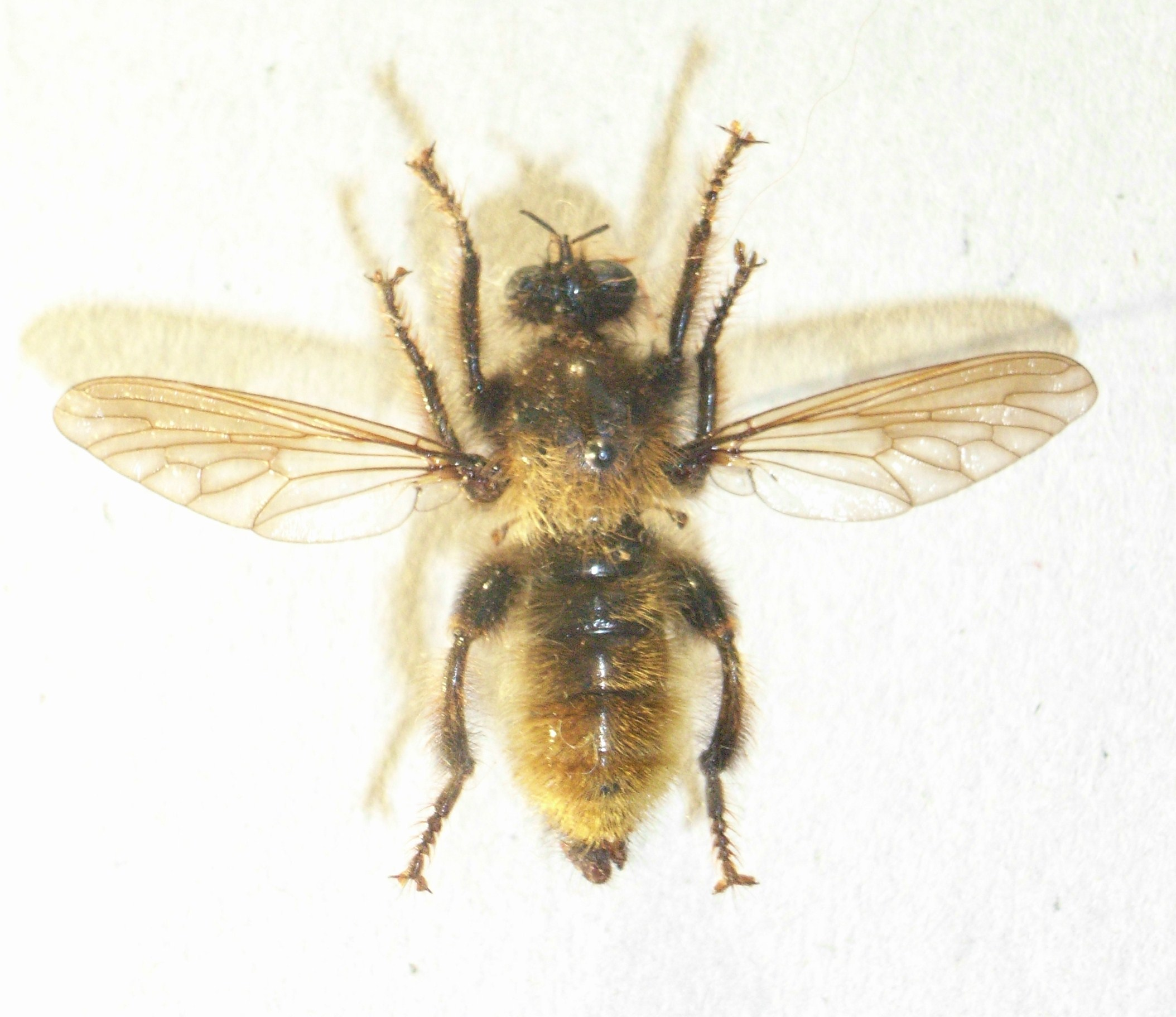
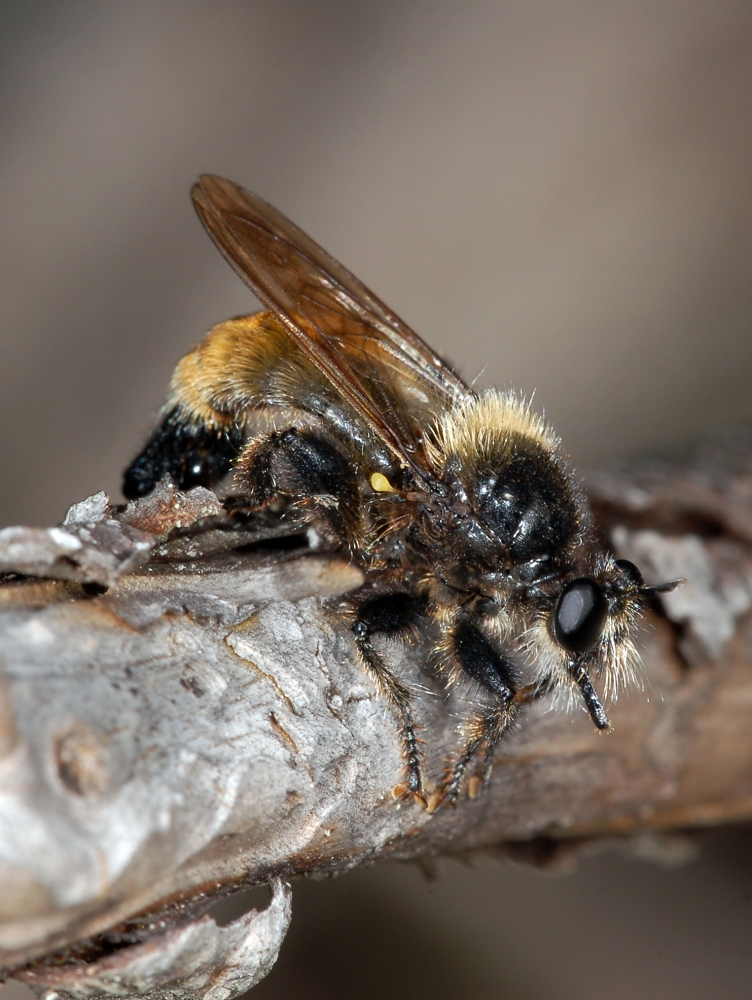